# مایکل سانچز
مایکل سانچز بژولف (اسپانیایی: Michael Sánchez Bozhulev‎) بازیکن والیبال اهل کوبا است.
او عضو تیم ملی کوبا بود که به مدال برنز بازی‌های پان امریکن ۲۰۰۷ در ریو دو ژانیرو، برزیل رسید.